# Terry Allen
Terry Allen (Wichita, 7 maggio 1943) è un pittore e cantautore statunitense di genere country, più precisamente outlaw country ed artista concettuale.

## Biografia
Figlio di Fletcher Mason "Sled" Allen (23 agosto 1886 - 16 ottobre 1959), ex giocatore di baseball ed allenatore nella Texas League , è cresciuto a Lubbock, Texas, dove ha frequentato la Monterey High School 
Con lui frequentarono la stessa scuola anche i musicisti Butch Hancock, Jimmie Dale Gilmore e Joe Ely.
Dopo gli studi in architettura e un B.F.A. ottenuto dal Chouinard Art Institute di Los Angeles intraprese la carriera di artista, ottenendo tre National Endowment for the Arts (finanziamenti da parte di un programma statunitense per l'incoraggiamento agli artisti eccellenti) e un premio Guggenheim Fellowship.
La sua opera Trees  è installata nel campus della University of California San Diego come parte della Collezione Stuart. I suoi lavori sono stati esposti anche alla galleria di L.A. Louver in Venice, California.
Terry Allen oggi espone presso la  Gallery Paule Anglim di San Francisco, e ha opere nelle collezioni di diversi musei internazionali, incluso il MOMA di New York, il Detroit Institute of Arts, il Nelson/Atkins Museum di Kansas City, il San Diego Museum of Contemporary Art, Los Angeles County Museum of Art, il New York Metropolitan Museum of Art, l'Espace Lyonnais d'Art Contemporain, lo Houston Museum of Fine Arts, il San Francisco Museum of Modern Art, il Dallas Museum of Art, e il Los Angeles Museum of Contemporary Art.

### Carriera da musicista
Ha registrato otto album tra il 1979 e il 2004, ha collaborato con David Byrne alla colonna sonora per il film di Byrne True Stories.
Secondo AllMusic, il suo album del 1979 Lubbock (On Everything) è considerato il miglior album country mai prodotto.
Il suo album Human Remains contiene la canzone Galleria dele armi dedicata alla sciagura del treno 8017 avvenuta a Balvano.
Vive a Santa Fe, nel Nuovo Messico.

## Discografia
- 1975 Juarez
- 1979 Lubbock (On Everything)
- 1980 Smoking the Dummy
- 1983 Bloodlines
- 1985 Pedal Steal
- 1987 Amerasia
- 1992 Silent Majority (Terry Allen's Greatest Missed Hits)
- 1995 Chippy con Joe Ely, Robert Earl Keen, Butch Hancock, Wayne Hancock, Jo Harvey Allen, e Jo Carol Pierce
- 1996 Human Remains
- 1999 Salivation
- 2012 Live at Al's Grand Hotel. Recorded May 7, 1971
- 2013 Bottom of the World
- 2020 Just Like Moby Dick